# Metopella carinata
Metopella carinata är en kräftdjursart. Metopella carinata ingår i släktet Metopella och familjen Stenothoidae. Inga underarter finns listade i Catalogue of Life.